# Le Monestier
Le Monestier är en kommun i departementet Puy-de-Dôme i regionen Auvergne-Rhône-Alpes i centrala Frankrike. Kommunen ligger i kantonen Saint-Amant-Roche-Savine som tillhör arrondissementet Ambert. År 2022 hade Le Monestier 239 invånare.

## Befolkningsutveckling
Antalet invånare i kommunen Le Monestier
| Referens: INSEE |